# Baseball Champions League Americas
La Baseball Champions League Americas (BCL Americas), o simplemente Liga de Campeones de Béisbol, es un torneo anual de clubes disputado por equipos de béisbol profesionales del continente Americano. La serie se juega en el mes de abril, antes de que las distintas ligas de verano inicien sus torneos nacionales.

## Historia

### La presentación
Después de múltiples gestiones de las ligas de béisbol de verano, la Confederación Mundial de Béisbol y Sóftbol logró mediar ante cuatro ligas profesionales de América con el fin de organizar un esquema de competiciones parecidas al fútbol, bajó la etiqueta "Champions League".
Fue el 13 de julio de 2023, cuando se presentó de manera oficial en la Ciudad de México lo que se denominó por medio de la Confederación Mundial de Béisbol y Sóftbol como Baseball Champions League Americas.

### Primera edición
Con la creación de la nueva competición, se materializó la idea de un nuevo torneo continental.
La primera edición se realizó del 28 de septiembre al 1 de octubre de 2023 en Mérida, Yucatán, México. Fue la edición en la que se disputaron 7 juegos, participando primeramente en ronda de round robin y clasificándose los dos mejores directamente a la final. 
En la primera edición, los equipos participantes fueron:
| País                      | Liga                                          | Equipo                   |
| ------------------------- | --------------------------------------------- | ------------------------ |
| Colombia                  | Liga Profesional de Béisbol Colombiano        | Caimanes de Barranquilla |
| Cuba                      | Serie Nacional de Béisbol                     | Alazanes de Granma       |
| Estados Unidos de América | American Association of Professional Baseball | Fargo-Moorhead RedHawks  |
| México                    | Liga Mexicana de Béisbol                      | Leones de Yucatán        |

### Segunda edición[2]
Para la segunda edición de la BCLA se expandieron de 4 a 6 clubes participantes, se unieron los campeones de la Curaçao National Championship AA League, el Campeonato Nacional de Béisbol Superior de Nicaragua y la Liga Superior Doble A de Puerto Rico mientras que la Liga Profesional de Béisbol Colombiano se retiró en esta edición. Se disputó del 8 al 13 de abril de 2025 en el Estadio Alfredo Harp Helú, casa de los Diablos Rojos del México y anfitriones de esta edición.
Los 6 equipos se dividieron en 2 grupos de 3, donde jugaron 2 partidos cada uno. Los líderes de cada grupo clasificaron directo a semifinales, mientras que los segundos y terceros jugaron una repesca para definir a los otros 2 semifinalistas. Finalmente quienes superaron esta ronda jugaron la final para definir al nuevo campeón.
Los participantes son:
| País                      | Liga                                                 | Equipo                   |
| ------------------------- | ---------------------------------------------------- | ------------------------ |
| Cuba                      | Serie Nacional de Béisbol                            | Leñadores de Las Tunas   |
| Curazao                   | Curaçao National Championship AA League              | Santa María Pirates      |
| Estados Unidos de América | American Association of Professional Baseball        | Kane County Cougars      |
| México                    | Liga Mexicana de Béisbol                             | Diablos Rojos del México |
| Nicaragua                 | Campeonato Nacional de Béisbol Superior de Nicaragua | Tigres de Chinandega     |
| Puerto Rico               | Liga Superior Doble A de Puerto Rico                 | Titanes de Florida       |

## Palmarés
| Año  | Sede             | Campeón                  | Resultado | Subcampeón               | Mánager       | Récord |
| ---- | ---------------- | ------------------------ | --------- | ------------------------ | ------------- | ------ |
| 2023 | Mérida           | Fargo-Moorhead RedHawks  | 8-0       | Caimanes de Barranquilla | Chris Coste   | 3-1    |
| 2025 | Ciudad de México | Diablos Rojos del México | 6-1       | Leñadores de Las Tunas   | Lorenzo Bundy | 4-0    |

### Títulos por país
| País           | Cantidad | Años |
| -------------- | -------- | ---- |
| Estados Unidos | 1        | 2023 |
| México         | 1        | 2025 |

### Títulos por equipo
| Equipo                   | Títulos | Subtítulos | Años de Campeonato | Años de Subcampeonato |
| ------------------------ | ------- | ---------- | ------------------ | --------------------- |
| Fargo-Moorhead RedHawks  | 1       | 0          | 2023               |                       |
| Diablos Rojos del México | 1       | 0          | 2025               |                       |
| Caimanes de Barranquilla | 0       | 1          |                    | 2023                  |
| Leñadores de Las Tunas   | 0       | 1          |                    | 2025                  |

## Clasificación histórica

### Por equipos
La clasificación histórica de la Baseball Champions Leagues Americas es un resumen estadístico de los equipos que han participado en cada una de las ediciones del torneo.
| Pos. | Equipo                   | Part. | JJ | JG | JP | Última |
| ---- | ------------------------ | ----- | -- | -- | -- | ------ |
| 1.   | Diablos Rojos del México | 1     | 4  | 4  | 0  | 2025   |
| 2.   | Fargo-Moorhead RedHawks  | 1     | 4  | 3  | 1  | 2023   |
| 3.   | Leñadores de Las Tunas   | 1     | 5  | 3  | 2  | 2025   |
| 4.   | Kane County Cougars      | 1     | 3  | 2  | 1  | 2025   |
| 5.   | Caimanes de Barranquilla | 1     | 4  | 2  | 2  | 2023   |
| 6.   | Leones de Yucatán        | 1     | 3  | 1  | 2  | 2023   |
| 7.   | Alazanes de Granma       | 1     | 3  | 1  | 2  | 2023   |
| 8.   | Tigres de Chinandega     | 1     | 3  | 1  | 2  | 2025   |
| 9.   | Santa María Pirates      | 1     | 4  | 1  | 3  | 2025   |
| 10.  | Titanes de Florida       | 1     | 3  | 0  | 3  | 2025   |